# Schlagerplanet Radio
Schlagerplanet Radio ist ein privates Hörfunkprogramm der Regiocast. Es versteht sich als Spartenprogramm mit Fokus auf Schlager.

## Programm
Schlagerplanet Radio spricht mit seinem Hauptprogramm Schlager Hörer an.
Die Website des Senders bietet neben dem Hauptprogramm diverse Streamingangebote verschiedener Schlager-Channels, einen Podcast ("Aber bitte mit Schlager") mit Anika Reichel und Julian David und ein umfassendes Songarchiv („Schlagerstory“). Hier werden Schlager-Hits aufgelistet, mit Informationen zur Entstehungsgeschichte der Songs.

## Empfang
Schlagerplanet Radio sendet außerdem im lokalen Mux von Leipzig, daneben via Livestream (z. B. Smart Speaker und App) und in einigen digitalen Kabelnetzen.
Die Klangqualität von Schlagerplanet Radio beträgt in Leipzig 72 kbit/s.